# Holt-Gletscher
Der Holt-Gletscher ist ein großer Gletscher an der Walgreen-Küste des westantarktischen Marie-Byrd-Lands. Auf der Bear-Halbinsel fließt er in östlicher Richtung zwischen dem Gebirgskamm Grimes Ridge und den Jones Bluffs zur Amundsen-See, die er in Form einer aufschwimmenden Gletscherzunge südlich des Goepfert Bluff erreicht.
Eine erste Positionsbestimmung erfolgte anhand von Luftaufnahmen der Operation Highjump (1946–1947) vom Januar 1947. Das Advisory Committee on Antarctic Names benannte ihn nach Joseph V. Holt, einem Mitglied der Flugabteilung der United States Navy in Antarktika von 1965 bis 1967.